# Мисима (станция)
Станция Мисима (яп. 三島駅 Мисима-эки) — железнодорожная станция в японском городе Мисима. Используется Линией Токайдо и Токайдо-синкансэн. Управляется компанией JR Central и грузовой компанией JR Freight. Также станция используется железными дорогами Идзухаконэ. На станции установлен неподвижный барьер.

## История
Станция была открыта 15 июня 1896 года в городе Нагаидзуми. Однако, с завершением туннеля Танна между станциями Атами и Нумадзу, эта станция была переименована в Симо-Тогари и новая станция Мисима была открыт на её нынешнем месте 1 декабря 1934 года. Конечная остановка железной дороги Идзухаконэ так же была перенесена на эту открытую станцию. 25 апреля 1969 года линия Токайдо-синкансэн начал свою работу на станции Мисима. Регулярные грузовые перевозки были прекращены в 1974 году, однако, частные услуги по перевозке грузов на завод Toray Industries через станцию Мисима производились до 2007 года.
27 декабря 1995 года, первый и пока единственный смертельный случай вызванный Токайдо-синкансэн произошел на станции Мисима с 17-летним студентом школы Юсукэ Каварадзаки.
В 2008 году станция Мисима была реконструирована.

## Линии
- JR Central
  - Токайдо-синкансэн
  - Линия Токайдо
- Железная дорога Идзухаконэ
  - Линия Сундзу

## Планировка
Все платформы связаны туннелем с центральным залом, приводящим к зданию станции.
| 1 | ■Линия Сундзу      | на станции Даиба, Идзу-Нагаока и Сюдзэндзи  |  |
| 1 | ■Линия Токайдо     | на станции Атами, Одавара, Иокогама и Токио |  |
| 2 | ■Линия Токайдо     | на станции Нумадзу, Фудзи и Сидзуока        |  |
| 3 | ■Линия Токайдо     | на станции Атами, Одавара, Иокогама и Токио |  |
| 4 | ■Линия Токайдо     | на станции Нумадзу, Фудзи и Сидзуока        |  |
| 5 | ■Токайдо-синкансэн | на станции Нагоя и Син-Осака                |  |
| 6 | ■Токайдо-синкансэн | на станции Син-Иокогама и Токио             |  |